# Granozzo con Monticello
Granozzo con Monticello (Granòss cùn Muntisel in piemontese) è un comune italiano di 1 300 abitanti della provincia di Novara in Piemonte.

## Geografia fisica

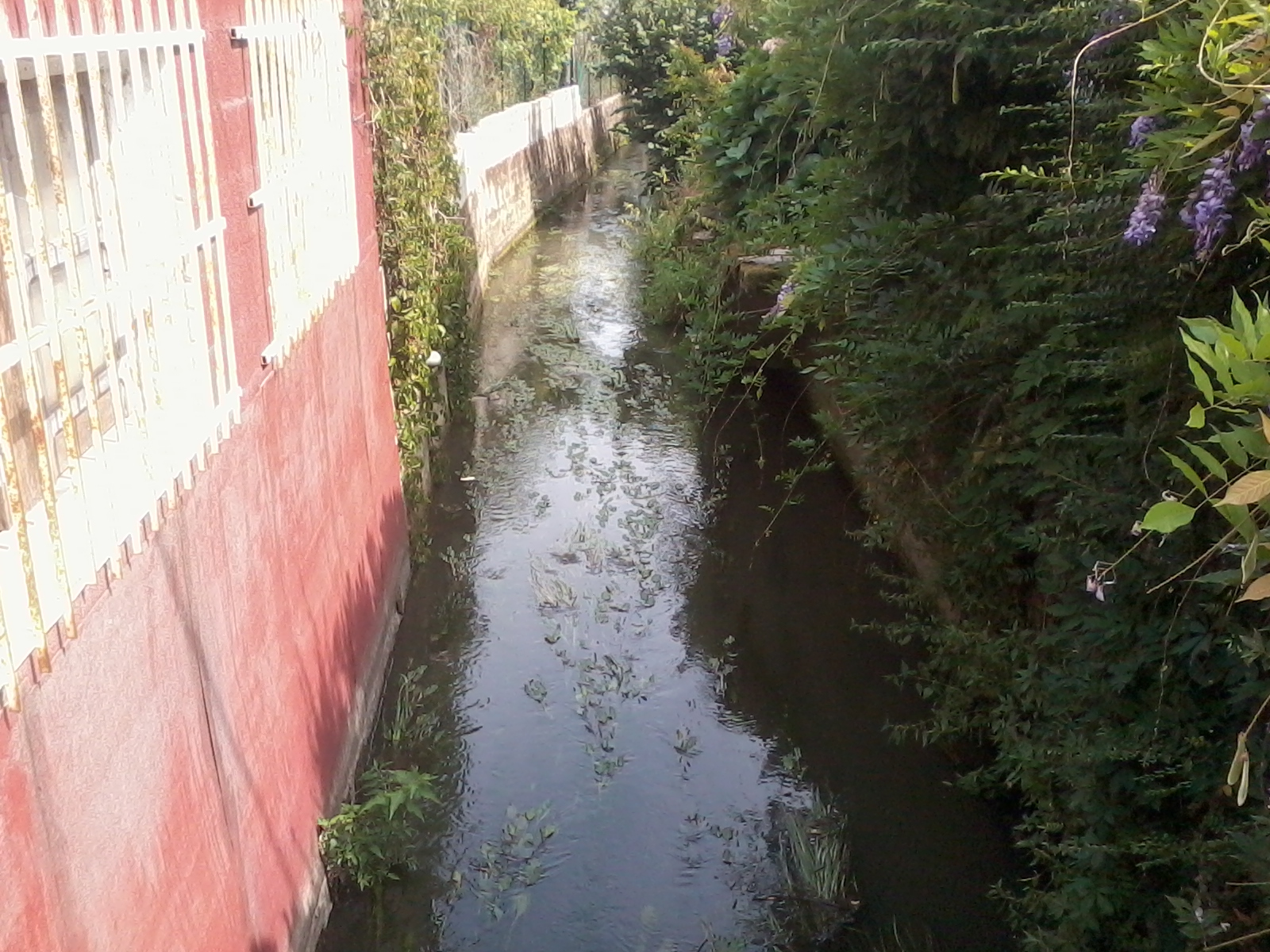
la roggia Biraghetta

### Morfologia del territorio
Il territorio è quasi totalmente pianeggiante; una collina di alcuni metri si erge presso Monticello, mentre a est, verso l'Agogna, iniziano delle collinette che digradano dolcemente verso il torrente e la Valle dell'Arbogna (terrazzo fluvio-glaciale Novara-Vespolate).

### Corsi d'acqua
I principali corsi d'acqua che scorrono il territorio sono:
- il torrente Agogna, la roggia Biraghetta;
- i canali artificiali Panizzina e Cattedrale;
- le roggia Biraga, Caccesca e (per un breve tratto) la roggia Busca.

## Storia
Si presume che l'etimo di Granocium o Granotium sia collegabile al significato di "luogo adatto alla coltivazione del grano".

I primi documenti risalgono all'829 circa, quando un certo Johannes de Granocio, risultò testimone in un atto novarese.
Nell'840, tra i comuni donati dal vescovo Adalgiso alla canonica della cattedrale di Novara, è presente anche Granozzo. Nel 1347 compaiono invece notizie del castello di Granozzo che fu a lungo abitato dalla famiglia Tettoni mentre un secolo più tardi il feudo passò a Donina Visconti. Altri documenti del 1495 fanno riferimento ad un castello ben fortificato con un ricetto per la popolazione.
A Monticello risulta risiedere fin dall'XI secolo l'omonima famiglia che compare nel 1094 fra i maggiori vassalli del vescovo di Novara. I Monticello controllavano il fortilizio e la campagna circostante senza trascurare i diritti di natura ecclesiastica tanto da ottenere il diritto battesimale per la chiesa locale fin dal XII sec.
Con l'avvento dei Visconti il paese passò da un ramo della famiglia Caccia, che ne divenne feudataria nel XVI secolo, cui succedettero nel XVII secolo e nel XVIII secolo i Birago, i Guilizzoni e i Serale da Saluzzo.
Il 7 maggio 1974 nel territorio comunale ci fu un incidente aereo di un F-104S Starfighter (F-104 53-16) del 53º Stormo di Cameri, a causa di un guasto all'orizzonte artificiale; i resti del pilota non furono più ritrovati.

### Simboli
Lo stemma e il gonfalone sono stati concessi con decreto del Presidente della Repubblica del 17 maggio 1983.
Lo stemma è d'azzurro, alla forma di formaggio gorgonzola, d'argento, accompagnata in capo da due spighe di riso e in punta da due pannocchie di mais e due spighe di grano, decussate.
Il gonfalone è un drappo partito di bianco e d'azzurro.

## Monumenti e luoghi d'interesse
A Granozzo

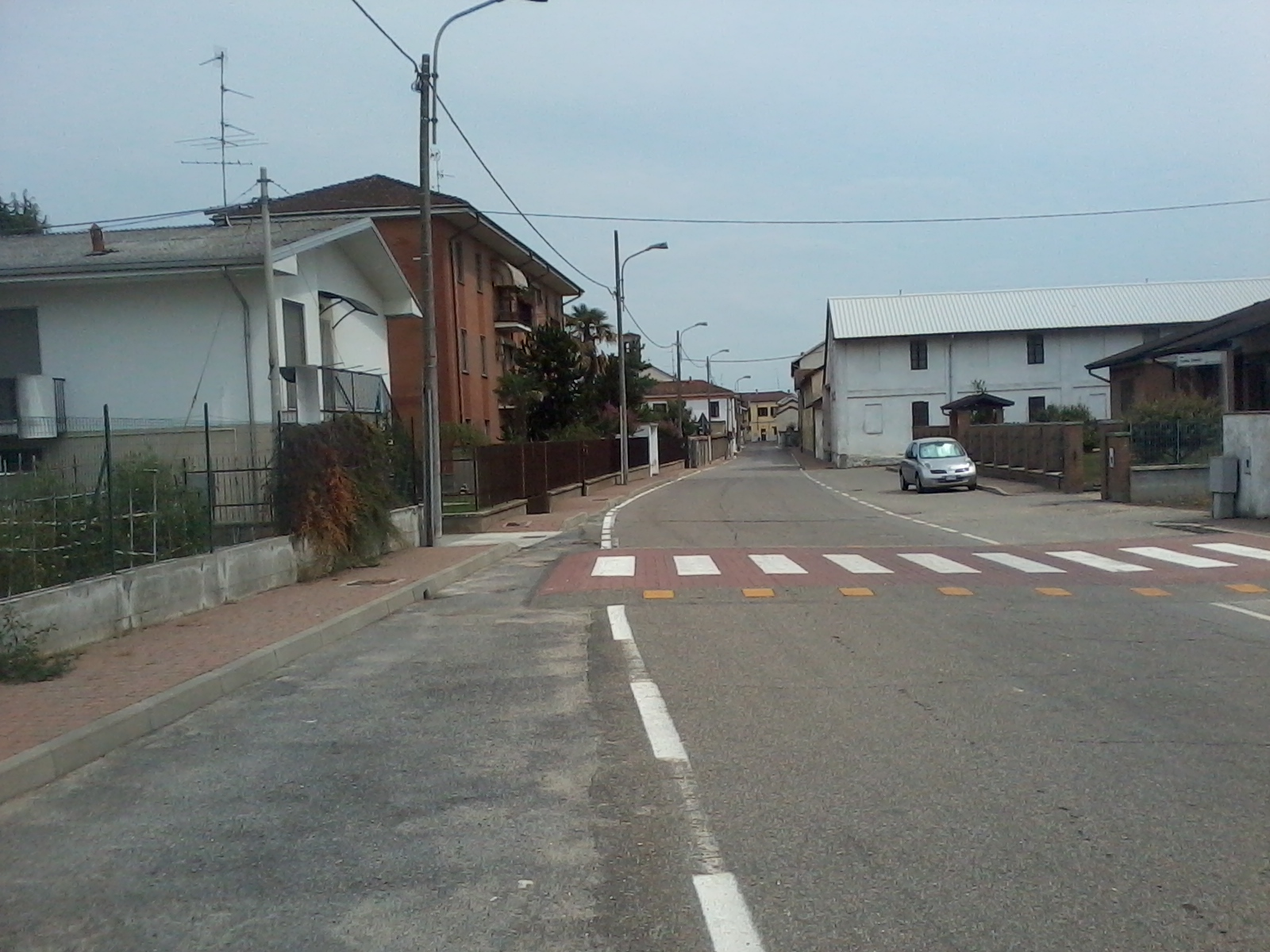
La via per Casalino

- La chiesa di Santa Maria Assunta sorge su una precedente costruzione medievale e fu consacrata nel 1596. La facciata in origine aveva un piccolo portico a due colonne abbattuto per ragioni di viabilità agli inizi del XX sec. All’interno, a tre navate, si possono ammirare tre altari marmorei in stile barocco, il coro ligneo di semplice fattura (XVII sec.) e l'antico organo Mentasti perfettamente funzionante. Interessante anche il dipinto settecentesco dell’Assunzione di Maria, di buona fattura. Il campanile in mattoni risale al 1689. La chiesa è stata recentemente ristrutturata.

- Sulla strada che conduce a Novara sorge l'Oratorio di Santa Maria e San Rocco costruito come voto dopo delle pestilenze del XVI sec. fu poi ampliato durante il XVII sec. È una costruzione dalle linee semplici, a navata unica e conserva due affreschi di pregio: uno del '400 raffigurante Santa Maria delle Grazie, molto amata a venerata dalla popolazione locale, ed un secondo della prima metà del 1500 che rappresenta la Madonna del Latte, attribuibile alla scuola del Cagnola.

- Nel territorio sono presenti diversi cascinali antichi: Baraggia e Baraggione, Brignona, Brusà, Calcinara, Carrera, Lobietta, Martelletto, Nuova e Pila che sono diventati l'ambientazione del romanzo di Dante Graziosi Nando dell'Andromeda: la storia di un cantastorie giramondo che vagava per le campagne della bassa novarese con la sua fisarmonica tra le stagioni degli amori e le prime lotte sociali.

A Monticello
- Su una piccola collinetta accessibile attraverso una scenografica e antica scalinata di pietra sorge la chiesa dei Santi Gervasio e Protasio, recentemente ristrutturata. È citata già nel XIV sec. come sede pievana ma l'attuale costruzione risale al 1608; l'interno è a navata unica, con abside semicircolare, e conserva l'altare barocco in marmi policromi e un dipinto del XVII sec. raffigurante l'Annunciazione.

- Accanto alla chiesa sorge Villa Malinverni, edificata sui resti dell'antico castello citato per la prima volta nel 1113 e in parte demolito dai Visconti nel 1351. Ricostruito verso la metà del XV sec. dalla famiglia Caccia, sorgeva alla sommità del colle, ancora oggi delimitato dalla vecchia cinta muraria ormai in rovina. Oltre il muro, verso oriente, sono i resti di una piccola torre con finestre ad arco acuto e uno stemma (forse dei Caccia). Poco oltre sorge il torrione del '400, anch'esso in rovina, mentre i due corpi della Villa, recentemente recuperati (2015) dai Ricciardo, attuali proprietari, sorgono ad occidente e si affacciano sulla piazza della chiesa[9].

Piana dell'Agogna
- Zona nella quale prevale la coltivazione del riso, è molto interessante da vedere: sempre andando verso Vespolate è visibile il terrazzo fluvio-glaciale della Valle dell'Arbogna. La zona è percorsa dalla SP di Mercadante ed è un ottimo itinerario ciclistico.[10]

## Società

### Evoluzione demografica
Abitanti censiti

## Amministrazione
Di seguito è presentata una tabella relativa alle amministrazioni che si sono succedute in questo comune.
| Periodo         | Periodo        | Primo cittadino       | Partito                                    | Carica              | Note   |
| --------------- | -------------- | --------------------- | ------------------------------------------ | ------------------- | ------ |
| 28 ottobre 1985 | 17 maggio 1990 | Arrigo Benetti        | Partito Comunista Italiano                 | Sindaco             | [ 12 ] |
| 17 maggio 1990  | 24 aprile 1995 | Arrigo Benetti        | Partito Comunista Italiano                 | Sindaco             | [ 12 ] |
| 24 aprile 1995  | 14 giugno 1999 | Arrigo Benetti        | Partito della Rifondazione Comunista       | Sindaco             | [ 12 ] |
| 14 giugno 1999  | 14 giugno 2004 | Arrigo Benetti        | Partito della Rifondazione Comunista       | Sindaco             | [ 12 ] |
| 14 giugno 2004  | 8 marzo 2005   | Piero Carlo Gallarate | centro                                     | Sindaco             | [ 12 ] |
| 8 marzo 2005    | 30 maggio 2006 | Patrizia Bianchetto   |                                            | Comm. straordinario | [ 12 ] |
| 30 maggio 2006  | 16 maggio 2011 | Arrigo Benetti        | centro-sinistra                            | Sindaco             | [ 12 ] |
| 16 maggio 2011  | 5 giugno 2016  | Arrigo Benetti        | lista civica Democrazia e lavoro           | Sindaco             | [ 12 ] |
|                 | in carica      | Paolo Paglino         | lista civica Rinnovamento e partecipazione | Sindaco             |        |